# Dónall Ó Héalaí

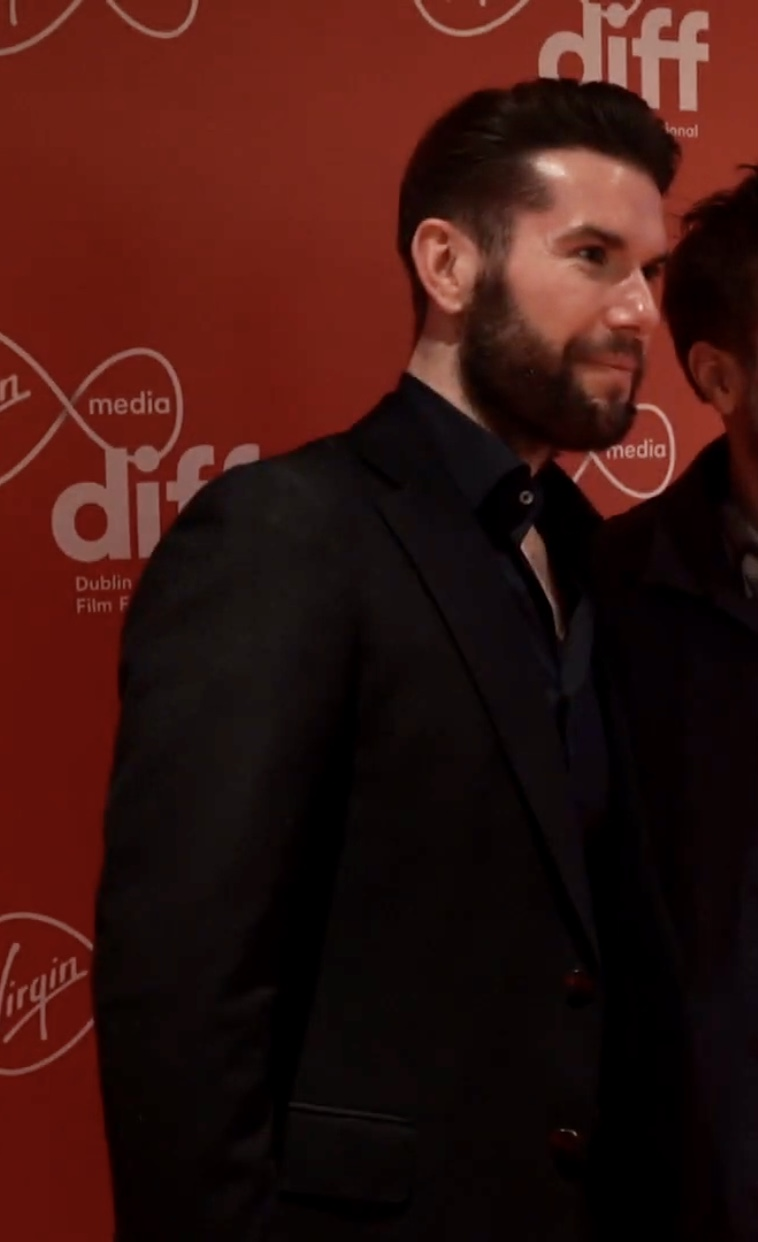
Dónall Ó Héalaí

Dónall Ó Héalaí (* 1987 in Indreabhán, Connemara) ist ein irischer Filmschauspieler und Synchronsprecher.

## Leben
Dónall Ó Héalaí wurde 1987 im westirischen Connemara in der Grafschaft Galway geboren, wo er auch aufwuchs. Er ist Absolvent der Bow Street Academy of Screen Acting in Dublin.
In Arracht (2019) von Tomás Ó Súilleabháin erhielt Ó Héalaí die Hauptrolle des irischen Fischers Coleman Sharkey. Für diese Rolle wurde er im Rahmen des Dublin International Film Festivals 2020 als bester Schauspieler mit dem Discovery Award ausgezeichnet. Im selben Jahr wurde er vom britischen Branchendienst Screen International zu den „Stars of Tomorrow“ gezählt.

## Filmografie (Auswahl)
- 2006: Aifric (Fernsehserie, 6 Folgen)
- 2015: Pursuit
- 2016: Catch 22
- 2017: Loud Places
- 2019: Impossible Monsters
- 2019: Arracht
- 2021: Foscadh
- 2024: Bob Marley: One Love

## Auszeichnungen
Dublin International Film Festival
- 2020: Auszeichnung als Bester Schauspieler mit dem Discovery Award (Arracht)[4]

Irish Academy Award
- 2020: Nominierung als Bester Hauptdarsteller (Arracht)[5]

Irish Film and Television Award
- 2022: Nominierung als Bester Hauptdarsteller (Foscadh)[6]